# Pedaliodes tyrrheoides
Pedaliodes tyrrheoides är en fjärilsart som beskrevs av Adams och Bernard 1979. Pedaliodes tyrrheoides ingår i släktet Pedaliodes och familjen praktfjärilar. Inga underarter finns listade i Catalogue of Life.